# Parlement de Nouvelle-Zélande
54e législature
Parliament House
Le Parlement de Nouvelle-Zélande (en anglais : New Zealand Parliament ; en maori de Nouvelle-Zélande : Pāremata Aotearoa) est l'organe législatif monocaméral de Nouvelle-Zélande. Il est constitué du roi de Nouvelle-Zélande et de la Chambre des représentants. Elle est généralement constituée de 120 parlementaires, directement élus au suffrage universel. La Nouvelle-Zélande suit essentiellement le système de Westminster comme modèle de gouvernement, et est dirigée par un Premier ministre à la tête du cabinet, approuvé par et responsable devant la Chambre des représentants.
Établi par la loi constitutionnelle britannique de 1852, le Parlement est alors régi par un système bicaméral. Cependant la Chambre haute, le Conseil législatif, est abolie en 1951. Depuis cette date, le Parlement néo-zélandais est monocaméral.
Le siège du Parlement est situé à Wellington, capitale de la Nouvelle-Zélande.

## Souveraineté parlementaire
Le Parlement de Nouvelle-Zélande est souverain, aucune institution ne peut annuler ses décisions. Ses pouvoirs d'action sont légalement illimités. La déclaration des droits de Nouvelle-Zélande est une loi classique et non pas une loi spéciale. Le Parlement est tout de même limité quant à l'extension de son mandat, à la décision sur le droit de vote, à la façon de voter en son sein, aux divisions électorales du pays et à la constitution de la commission de représentation qui décide de ces divisions. Ces sujets demandent une majorité de 75 % de tous les parlementaires ou un référendum pour être approuvés. La caractérisation de ces sujets comme domaines spécifiques découle cependant d'une loi classique.

## Chambres du Parlement

### Chambre des représentants

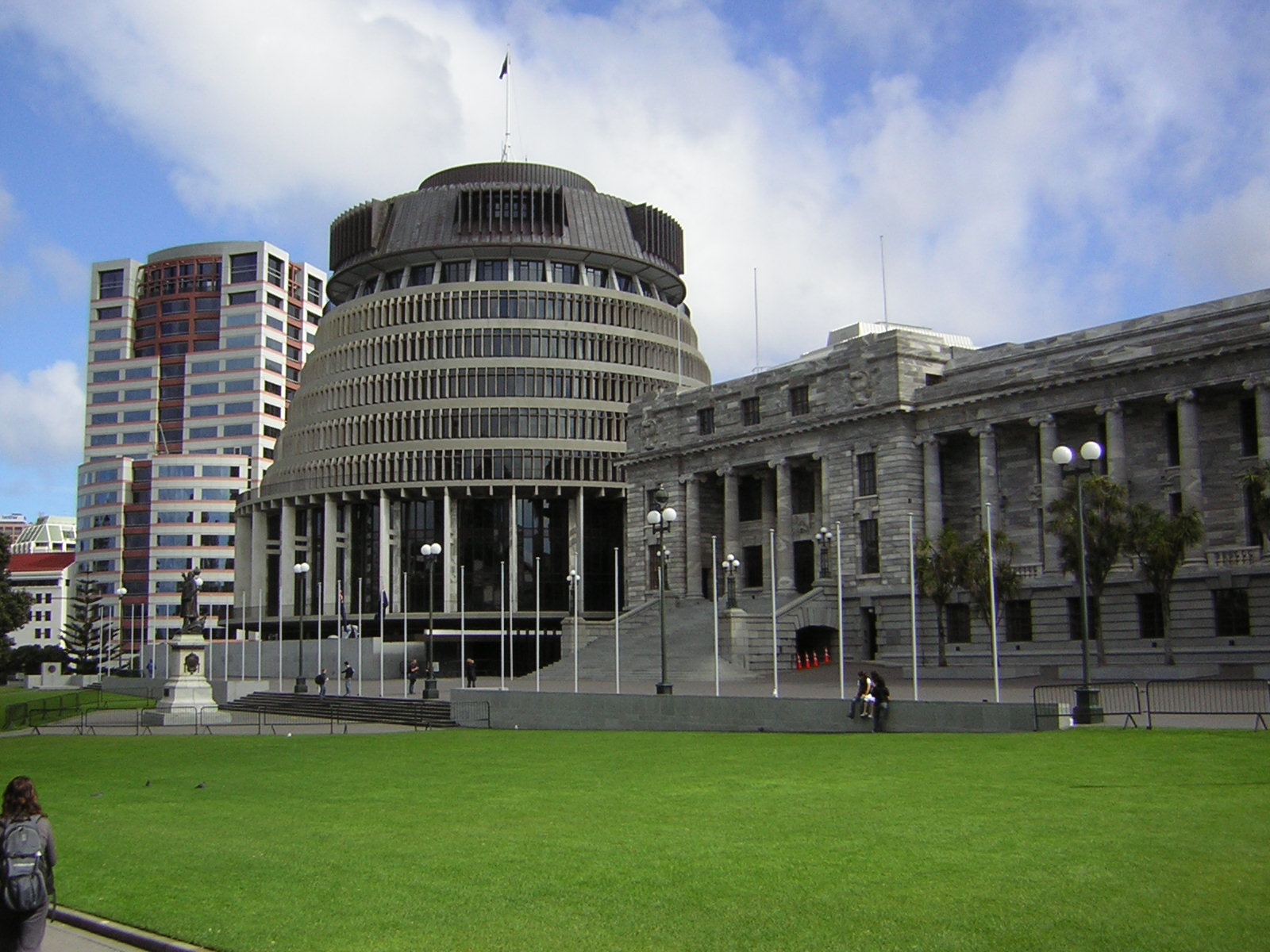
Bâtiments du parlement de Nouvelle-Zélande

Chambre monocamérale depuis 1951, elle est renouvelée de manière démocratique tous les trois ans. Elle dispose de 18 commissions sélectionnées, chargées de contrôler les législations.

### Conseil législatif
Jusqu'en 1951, le Parlement néo-zélandais possédait une chambre haute, le Conseil législatif. Depuis sa suppression plusieurs propositions ont été faites pour reconstituer un système à deux chambres.
Il avait pour fonction de vérifier et d'amender les propositions de lois faites par la Chambre des représentants, bien qu'il ne puisse pas amender les lois concernant le budget. Il ne pouvait pas non plus proposer de nouvelles lois. Malgré quelques propositions pour élire le Conseil, les membres de celui-ci étaient nommés par le gouverneur général, généralement sur l'avis du Premier ministre. Initialement, les membres du Conseil étaient nommés à vie, mais un mandat de 7 ans fut introduit en 1891. Il cessa ses activités au début de l'année 1951, époque à laquelle il comptait 54 membres. Il fut alors dissous car l'opinion générale était qu'il n'apportait pas grand-chose au processus législatif.

#### Proposition pour la création d'un Sénat
Le gouvernement national de Jim Bolger propose lors de son entrée au pouvoir en 1990 la création d'un Sénat, réintroduisant ainsi le système bicaméral utilisé jusqu'en 1951. Le projet de loi voté propose que les sénateurs soient élus selon le système du vote unique transférable, avec un certain nombre de sièges réservés aux Maoris, et que le Sénat dispose de pouvoirs similaires à ceux du conseil législatif.
Il était prévu qu'une question sur la création d'un Sénat soit posée lors du second référendum sur les réformes électorales. Cependant, après des critiques de l'opposition travailliste, qualifiant la manœuvre de diversion politique, la question du Sénat fut retirée de l'ordre du jour de la commission de la chambre pour les réformes électorales et le sujet ne fut plus abordé depuis lors.

## Passage des lois
Le modèle néo-zélandais de vote des lois est similaire — mais pas identique — à celui des autres gouvernement qui suivent le système de Westminster.
Les lois sont d'abord proposées en tant que projets de lois au parlement. Elles deviennent des lois à part entière après avoir été approuvées trois fois lors d'un vote parlementaire et avoir reçu la sanction royale du gouverneur général de Nouvelle-Zélande. La plupart des projets de lois sont promulgués par le gouvernement en fonction (c'est-à-dire par la coalition de partis ayant la majorité dans la chambre des représentants). Il est très rare qu'un projet de loi déposé par le gouvernement soit rejeté. Au XXe siècle, le premier à avoir été rejeté le fut en 1998. Il est également possible pour les parlementaires de proposer leurs propres lois. Cela est le fait principalement de l'opposition ou de parlementaires qui désirent traiter un sujet sur lequel les partis sont réticents à prendre position.

### Chambre des représentants
Au sein de la Chambre des représentants, les projets de lois doivent être présentés trois fois et être examinés à la fois par une commission spécifique et par la commission de la chambre.

### Sanction royale
Si le projet de loi est voté à l'issue de sa troisième lecture, il est alors transmis au Gouverneur général, qui lui octroiera la sanction royale (pour autant que les conventions constitutionnelles soient respectées). Le gouverneur général conserve, légalement du moins, le droit de refuser un projet de loi voté par la chambre des représentants, mais cela ne s'est jamais produit. À l'issue de cette approbation royale, le projet devient loi.

## Législatures du parlement
Le parlement est actuellement dans sa 54e législature.

Composition politique de la, à la suite des élections de 2023.

| Législature         | Élu en            | Gouvernement                |
| ------------------- | ----------------- | --------------------------- |
| Premier Parlement   | Élections de 1853 | Pas de partis               |
| Second Parlement    | Élections de 1855 | Pas de partis               |
| Troisième Parlement | Élections de 1860 | Pas de partis               |
| 4e Parlement        | Élections de 1866 | Pas de partis               |
| 5e Parlement        | Élections de 1871 | Pas de partis               |
| 6e Parlement        | Élections de 1875 | Pas de partis               |
| 7e Parlement        | Élections de 1879 | Pas de partis               |
| 8e Parlement        | Élections de 1881 | Pas de partis               |
| 9e Parlement        | Élections de 1884 | Pas de partis               |
| 10e Parlement       | Élections de 1887 | Pas de partis               |
| 11e Parlement       | Élections de 1890 | Libéral                     |
| 12e Parlement       | Élections de 1893 | Libéral                     |
| 13e Parlement       | Élections de 1896 | Libéral                     |
| 14e Parlement       | Élections de 1899 | Libéral                     |
| 15e Parlement       | Élections de 1902 | Libéral                     |
| 16e Parlement       | Élections de 1905 | Libéral                     |
| 17e Parlement       | Élections de 1908 | Libéral                     |
| 18e Parlement       | Élections de 1911 | Réformiste                  |
| 19e Parlement       | Élections de 1914 | Réformiste                  |
| 20e Parlement       | Élections de 1919 | Réformiste                  |
| 21e Parlement       | Élections de 1922 | Réformiste                  |
| 22e Parlement       | Élections de 1925 | Réformiste                  |
| 23e Parlement       | Élections de 1928 | Union                       |
| 24e Parlement       | Élections de 1931 | Union/Réformiste Coalition  |
| 25e Parlement       | Élections de 1935 | Travailliste                |
| 26e Parlement       | Élections de 1938 | Travailliste                |
| 27e Parlement       | Élections de 1943 | Travailliste                |
| 28e Parlement       | Élections de 1946 | Travailliste                |
| 29e Parlement       | Élections de 1949 | National                    |
| 30e Parlement       | Élections de 1951 | National                    |
| 31e Parlement       | Élections de 1954 | National                    |
| 32e Parlement       | Élections de 1957 | Travailliste                |
| 33e Parlement       | Élections de 1960 | National                    |
| 34e Parlement       | Élections de 1963 | National                    |
| 35e Parlement       | Élections de 1966 | National                    |
| 36e Parlement       | Élections de 1969 | National                    |
| 37e Parlement       | Élections de 1972 | Travailliste                |
| 38e Parlement       | Élections de 1975 | National                    |
| 39e Parlement       | Élections de 1978 | National                    |
| 40e Parlement       | Élections de 1981 | National                    |
| 41e Parlement       | Élections de 1984 | Travailliste                |
| 42e Parlement       | Élections de 1987 | Travailliste                |
| 43e Parlement       | Élections de 1990 | National                    |
| 44e Parlement       | Élections de 1993 | National                    |
| 45e Parlement       | Élections de 1996 | National (en coalition)     |
| 46e Parlement       | Élections de 1999 | Travailliste (en coalition) |
| 47e Parlement       | Élections de 2002 | Travailliste (en coalition) |
| 48e Parlement       | Élections de 2005 | Travailliste (en coalition) |
| 49e Parlement       | Élections de 2008 | National (en coalition)     |
| 50e Parlement       | Élections de 2011 | National (en coalition)     |
| 51e Parlement       | Élections de 2014 | National                    |
| 52e Parlement       | Élections de 2017 | Travailliste (en coalition) |
| 53e Parlement       | Élections de 2020 | Travailliste (en coalition) |
| 54e Parlement       | Élections de 2023 | National (en coalition)     |